# Wolfgang La Baume

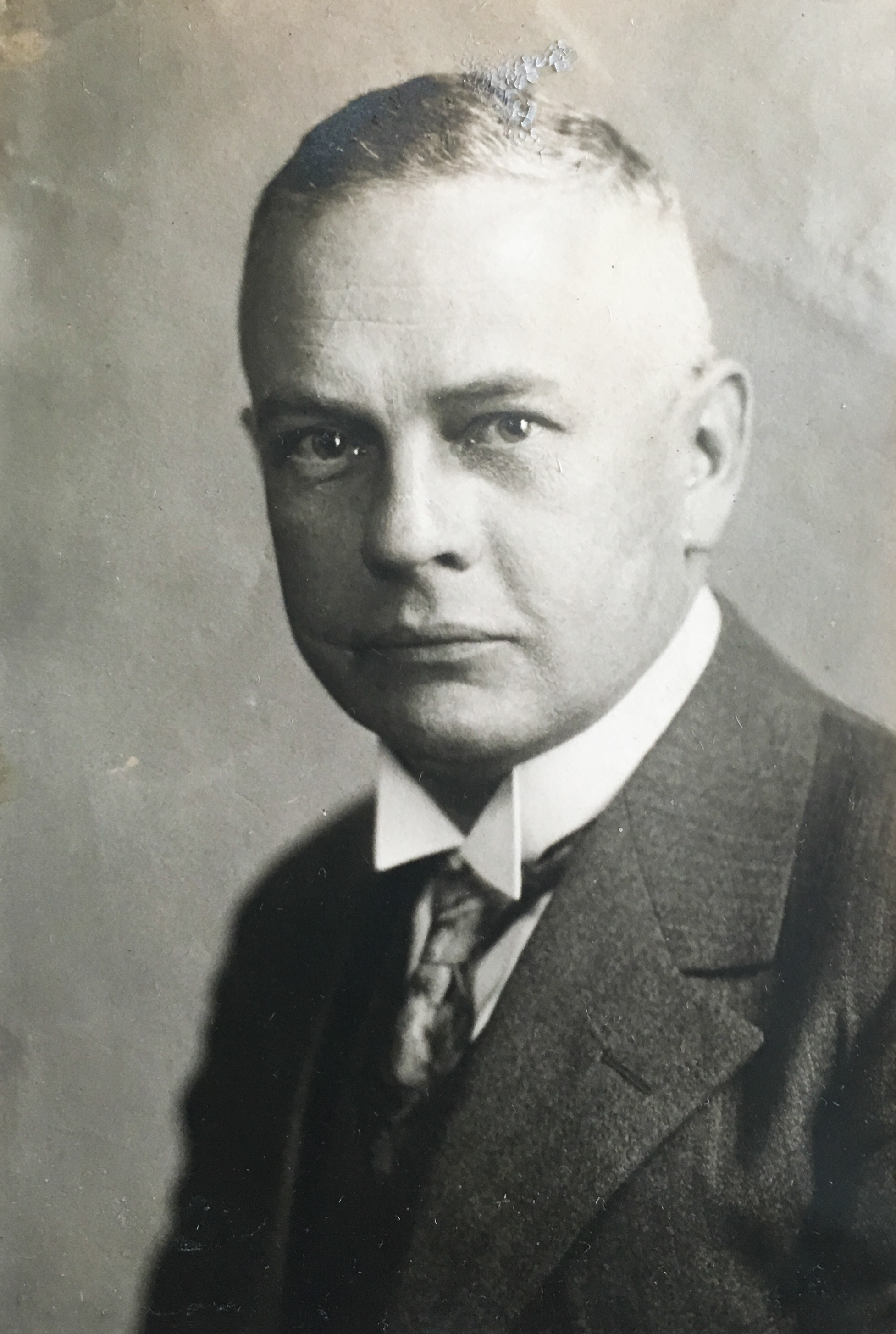
Wolfgang La Baume (1927)

Wolfgang La Baume (* 8. Februar 1885 in Wurzen, Königreich Sachsen; † 18. März 1971 Ludwigshafen am Bodensee) war ein deutscher Prähistoriker.

## Leben
Nach dem Abitur studierte La Baume an der Universität Jena Naturwissenschaften. 1903 wurde er Mitglied der Burschenschaft Germania Jena. Er wechselte an die Friedrich-Wilhelms-Universität zu Berlin, an der er 1908 zum Dr. phil. promoviert wurde. Als Assistent war er am Museum für Naturkunde (Berlin) tätig. Ab 1911 war er Kustos am Westpreußischen Provinzial-Museum in Danzig, dem er als Nachfolger von Paul Kumm ab 1923 als Direktor vorstand. Im selben Jahr gründete La Baume die Danziger Gesellschaft für deutsche Vorgeschichte. 1924 habilitierte er sich für Ur- und Frühgeschichte an der Technischen Hochschule Danzig, die ihn 1928 zum a.o. Professor ernannte. In den Jahren 1928 bis 1933 übernahm er in Vertretung den Lehrstuhls für Vor- und Frühgeschichte an der Albertus-Universität Königsberg. 1938 wurde La Baume zum Direktor des Landesamtes für Vorgeschichte mit dem Prussia-Museum in Königsberg (Preußen) berufen, wo er als Staatlicher Vertrauensmann für kulturgeschichtliche Bodenaltertümer und Pfleger der ostpreußischen Heimatmuseen tätig war. Nach seiner Vertreibung 1945 war er zunächst am Museum vaterländischer Alterthümer im Schloss Gottorf tätig. Ab 1950 leitete er den Fachbereich Vor- und Frühgeschichte beim J. G. Herder-Forschungsrat in Marburg.
Sein Sohn Peter La Baume (1916–1977) war gleichfalls Prähistoriker.

## Leistungen
Neben seinen naturwissenschaftlichen Arbeiten widmete sich La Baume ebenfalls der Frühgeschichte und verband beide Fachbereiche systematisch in seinen Arbeiten. La Baume organisierte zahlreiche archäologische Ausgrabungen an der unteren Weichsel, die in für die Geschichte der Region wichtige Publikationen vorgelegt wurden. Zu seinen bedeutendsten Forschungsprojekten gehörten die Bronzezeit und frühe Eisenzeit in Pommern sowie seine Publikationen zur Pommerellischen Gesichtsurnenkultur. La Baume war von 1924 bis 1938 Herausgeber der Zeitschrift Blätter für deutsche Vorgeschichte. Seit 1938 und erneut seit 1950 gehörte er zur Historischen Kommission für ost- und westpreußische Landesforschung, die ihn 1956 zum Ehrenmitglied ernannte.

## Schriften
- Vorgeschichte von Westpreußen: in ihren Grundzügen allgemeinverständlich dargestellt. Friedländer, Danzig 1920.
- Beiträge zur Vorgeschichte des Danziger Gebietes. Danzig 1923.
- mit Hugo Bertram, Otto Kloeppel: Das Weichsel-Nogat-Delta: Beiträge zur Geschichte seiner landschaftlichen Entwickelung, vorgeschichtlichen Besiedelung und bäuerlichen Haus- und Hofanlagen. Danziger Verl.-Ges., Danzig 1924
- Die Bevölkerung Ostdeutschlands in vor- und frühgeschichtlicher Zeit. Kafemann, Danzig 1925.
- mit Carl Engel: Kulturen und Völker der Frühzeit im Preußenland. Gräfe und Unzer, Königsberg 1937
- Die Bedeutung der ostgermanischen Gesichtsurnen. Kanter, Königsberg 1944.
- Die Entwicklung des Textilhandwerks in Alteuropa. Habelt, Bonn 1955.
- Die pommerellischen Gesichtsurnen. Habelt, Bonn 1963.

## Ehrungen
- Westpreußischer Kulturpreis (1963)